# Rozpad protonu
Rozpad protonu – hipotetyczny nowy rodzaj rozpadu promieniotwórczego, w rezultacie którego swobodny proton rozpadałby się na lżejsze cząstki. W modelu standardowym fizyki cząstek elementarnych rozpad taki jest zabroniony, ponieważ łamie zasadę zachowania liczby barionowej. Możliwość takiego rozpadu przewidują niektóre rozszerzenia modelu standardowego, np. teorie wielkiej unifikacji. Eksperymentalnie nie udało się dotychczas jednoznacznie zaobserwować żadnych przypadków tego procesu. Rozpad wolnego protonu jest zjawiskiem innym od odwrotnego rozpadu beta, podczas którego to proton i antyneutrino zamieniają się w pozyton i neutron czy rozpadu beta plus podczas którego proton w jądrze atomowym rozpada się na neutron, pozyton i neutrino.

## Podstawy teoretyczne
W modelu standardowym proton, jako najlżejszy barion, jest cząstką trwałą i nie może się spontanicznie rozpaść. Związane jest to z obowiązującą w tym modelu zasadą zachowania liczby barionowej. Wśród produktów rozpadu barionu musi znajdować się inny barion. Ponieważ jednak z zasady zachowania energii wynika, że suma mas produktów rozpadu cząstki musi być mniejsza od jej masy spoczynkowej, więc najlżejszy barion musi być trwały.
Na głębszym poziomie zachowanie liczby barionowej, więc i trwałość protonu, można objaśnić nieobecnością w modelu standardowym oddziaływań zamieniających kwarki z leptonami. Oddziaływania takie musiałyby być przenoszone przez bozony obdarzone jednocześnie ładunkiem kolorowym i ładunkiem elektrycznym. Jedynymi znanymi obecnie przenoszącymi kolor bozonami są gluony, elektrycznie neutralne. Kwarki mogą być więc produkowane bądź anihilowane jedynie w parach z antykwarkami. Oznacza to, że w każdym oddziaływaniu zachowywana jest różnica pomiędzy liczbą kwarków a liczbą antykwarków. Bariony składają się z trzech kwarków, dlatego w stanie końcowym rozpadu barionu musi znaleźć się stan trójkwarkowy, czyli inny barion.
Rozpad protonu jest jednak przewidywany przez cały szereg modeli wykraczających poza model standardowy.

### Teorie wielkiej unifikacji
Modele zwane ogólnie teoriami wielkiej unifikacji (w skrócie nazywane GUT) postulują istnienie pełnej symetrii pomiędzy znanymi oddziaływaniami, z wyjątkiem grawitacji. Symetria ta opisywana jest grupą symetrii zawierającą jako podgrupy grupy symetrii znanych oddziaływań. Nie obserwujemy jej bezpośrednio, ponieważ symetria ta jest spontanicznie łamana przy energiach poniżej tzw. skali wielkiej unifikacji, lokowanej zazwyczaj w okolicach 1015 GeV.
Model taki umieszcza w jednej reprezentacji grupy symetrii fermiony należące do jednej generacji, tak leptony, jak i kwarki. Oznacza to automatycznie istnienie przekształceń symetrii zamieniających je między sobą, a więc i odpowiednich oddziaływań. Oddziaływania takie byłyby przenoszone przez hipotetyczne bozony o ułamkowym ładunku elektrycznym i nieznikającym ładunku kolorowym, zwane zwykle bozonami X i Y. Modele GUT przewidują, że masy tych bozonów powinny być zbliżone do skali energetycznej, przy której symetria wielkiej unifikacji jest łamana. Wyjaśnia to, dlaczego rozpadów protonu nie zaobserwowano wcześniej: pojawienie się przy niskich energiach wirtualnej cząstki o tak dużej masie jest bardzo mało prawdopodobne. Pierwsze modele GUT przewidywały, że czas życia protonu powinien wynosić około 1030 lat.

Jeden z diagramów Feynmana opisujących proces rozpadu protonu na pozyton i pion w modelu GUT

Proces rozpadu protonu przebiegałby według tych modeli w ten sposób, że dwa z wchodzących w skład protonu kwarków wymieniają bozon X, zamieniając się przy tym w lepton i antykwark. Lepton jest jednym z produktów rozpadu, natomiast antykwark wraz z pozostałym, trzecim kwarkiem protonu, tworzy hadrony, w najprostszym przypadku jeden stan związany, czyli mezon. Według przewidywań najprostszego modelu GUT najbardziej prawdopodobnym sposobem rozpadu protonu winien być rozpad na pozyton i neutralny pion:
{\displaystyle p\to e^{+}\pi ^{0}\to e^{+}\gamma \gamma }
(neutralny pion niemal natychmiast rozpada się na dwa fotony). Jest to bardzo szczęśliwe z eksperymentalnego punktu widzenia, ponieważ rozpad taki jest szczególnie łatwy do zaobserwowania.
Najprostsze modele GUT łamią wprawdzie zasady zachowania liczby barionowej i liczby leptonowej, zachowują jednak różnicę pomiędzy liczbą barionów a liczbą leptonów. Oznacza to, że w rozpadzie barionu musi powstać antylepton, czyli dopuszczalny jest np. rozpad:
{\displaystyle p\to e^{+}\pi ^{+}\pi ^{-},}
ale zabronione są na przykład rozpady:
{\displaystyle p\to \pi ^{+}\pi ^{+}\pi ^{-},}
{\displaystyle p\to e^{-}\pi ^{+}\pi ^{+}.}

### Supersymetria
Model supersymetrii postuluje istnienie symetrii pomiędzy fermionami a bozonami. Każda ze znanych cząstek ma w nim swego supersymetrycznego partnera, o spinie różnym od niej o 1/2, ale takim samym ładunku. Supersymetryczny partner kwarku, s-kwark jest więc bozonem, o nieznikającym ładunku elektrycznym i kolorowym. W minimalnym modelu supersymetrycznym nie może on jednak być bezpośrednio nośnikiem oddziaływań zamieniających kwarki w leptony, ze względu na prawo zachowania tzw. parzystości R.
Rozpad protonu jest jednak w modelu supersymetrycznym możliwy, jako proces wyższego rzędu (odpowiednie diagramy Feynmana dla tego procesu zawierają pętle z wymianą kilku cząstek supersymetrycznych). Obliczenie prawdopodobieństwa takiego procesu jest trudne, ponieważ nie znamy mas cząstek supersymetrycznych ani skali energii, przy której supersymetria jest łamana. Istniejące oszacowania umieszczają czas życia protonu w zakresie 1030–1034 lat i przewidują, że proton winien najchętniej rozpadać się na mezon K i antyneutrino.
Możliwe jest też połączenie supersymetrii z wielką unifikacją (zwane w skrócie SUSY-GUT). W modelu SUSY-GUT skala unifikacji leży znacznie wyżej, niż w „zwykłych’ GUT, przez co przewidują one znacznie dłuższy czas życia dla rozpadów w których pośredniczą bozony X. Na przykład dla rozpadu na pozyton i neutralny pion szacowany średni czas życia wynosi 1034 do 1038 lat. Dlatego przewidywania tego modelu odnośnie do czasu życia i preferowanych sposobów rozpadu protonu niewiele różnią się od przewidywań samej supersymetrii.

### Teorie strun
Tą wspólną nazwą określany jest cały szereg modeli teoretycznych, mających ambicję wyjaśnienia wszystkich cząstek i oddziaływań, łącznie z grawitacją. Przykładami tej klasy modeli może być teoria superstrun. Wspólną ich cechą jest postulowanie, że fizyczne cząstki są faktycznie różnymi modami drgań pewnych rozciągłych obiektów („strun”) zlokalizowanych w dodatkowych wymiarach przestrzeni.
Rozpad protonu należy do generycznych przewidywań teorii strun, ponieważ postulują one pokrewieństwo pomiędzy wszelkimi typami cząstek, idące nawet dalej, niż w teoriach wielkiej unifikacji. W praktyce realistyczne teorie strun (tzn. takie, które są w zasadzie w stanie odtworzyć znane oddziaływania) zawierają w sobie grupę symetrii typu wielkiej unifikacji, dlatego mechanizmy rozpadu są podobne, jak w modelach GUT lub SUSY-GUT.
Trudniej jest otrzymać z teorii strun konkretne przewidywania na czas życia czy drogi rozpadu protonu, ze względu na bogactwo możliwych modeli. W praktyce brak doświadczalnej obserwacji rozpadu jest bardzo silnym testem teorii strun, pozwalającym na odrzucenie wielu jej wariantów, jako przewidujących zbyt szybki rozpad.

## Bariogeneza
Jednym z nierozwiązanych problemów współczesnej fizyki jest obserwowana we wszechświecie nierównowaga pomiędzy materią i antymaterią. Naturalnym wydaje się bowiem założenie, że we wczesnym wszechświecie powinna panować pełna równowaga pomiędzy cząstkami i antycząstkami, czyli całkowita liczba barionowa wszechświata winna być równa zeru.
Istnienie oddziaływań łamiących zachowanie liczby barionowej jest jednym z trzech tak zwanych warunków Sacharowa, koniecznych do wygenerowania obserwowanej asymetrii pomiędzy barionami i antybarionami z początkowo symetrycznego stanu wszechświata. Dowód istnienia takich oddziaływań byłby więc bardzo cennym elementem naszego zrozumienia struktury i genezy wszechświata.

## Eksperymentalne poszukiwanie rozpadu protonu
Dla zaobserwowania zjawiska – ze względu na bardzo długi przewidywany teoretycznie czas życia protonu – konieczna jest obserwacja bardzo dużej liczby protonów jednocześnie przez dłuższy czas. Oznacza to, że eksperyment chcący zaobserwować rozpad protonu powinien przede wszystkim składać się z dużej ilości materii. Przy średnim czasie życia rzędu 1031 lat potrzeba 1031 protonów, by zaobserwować średnio jeden rozpad w ciągu roku. Masa takiej liczby protonów wynosi prawie 17 ton. Uwzględniając skończoną efektywność detektorów i konieczność zarejestrowania większej liczby przypadków dla jednoznacznej identyfikacji procesu, odpowiedni eksperyment powinien mieć masę co najmniej kilkudziesięciu ton.
Identyfikacja samego rozpadu następuje przez detekcję, identyfikację i pomiar energii jego produktów. Z tego powodu materiał, w którym chcemy obserwować rozpady, musi być gęsto przekładany detektorami promieniowania lub musi być sam detektorem.
Eksperymenty poszukujące rozpadu protonu nie używają normalnie samych protonów (atomów wodoru), lecz cięższych substancji. Oznacza to, że obserwowane są jednocześnie protony i związane w jądrach atomowych neutrony. Dlatego poprawniej jest opisywać te eksperymenty jako poszukiwania rozpadu nukleonu.
Problemem, z którym muszą sobie radzić eksperymenty poszukujące rozpadu protonu, są sygnały pochodzące z innych źródeł: naturalnej promieniotwórczości i promieniowania kosmicznego. Tło naturalnej radioaktywności jest mniej niebezpieczne, ponieważ wyzwolone w rozpadach jądrowych energie są znacznie niższe, niż energie produktów rozpadu protonu. Dla osłony przed dominującą składową mionową promieniowania kosmicznego, eksperymenty poszukujące rozpadu protonu lokalizowane są na dużej głębokości pod ziemią, najczęściej w nieczynnych kopalniach lub w tunelach pod największymi masywami górskimi. Dodatkowo eksperymenty obudowywane są często warstwą detektorów, mających za zadanie wykrycie cząstek naładowanych wchodzących do nich z zewnątrz.
Najpoważniejszym źródłem zakłóceń są jednak kosmiczne neutrina. Jako cząstki bardzo słabo oddziałujące, docierają one bez problemu do ulokowanego nawet bardzo głęboko detektora. A ze względu na jego dużą masę i objętość, w połączeniu ze znacznym strumieniem kosmicznych neutrin, wywołane przez nie oddziaływania są stosunkowo częste, znacznie częstsze, niż oczekiwana częstotliwość rozpadów nukleonu. Wywołane przez neutrino oddziaływania mogą przy tym dawać w detektorze sygnał podobny do niektórych możliwych kanałów rozpadu.

### Przegląd dotychczasowych eksperymentów
Ta sekcja zawiera skrótowy przegląd eksperymentów, trwających bądź już zakończonych, które dotychczas poszukiwały rozpadów nukleonu. Żadne z dotychczasowych doświadczeń nie dało pozytywnego wyniku. Rezultaty ich pomiarów, przedstawione jako dolne ograniczenia, zaprezentowane są w następnym rozdziale.

#### SOUDAN
Eksperyment zlokalizowany w nieczynnej kopalni żelaza w stanie Minnesota (USA), był pierwszym zestawionym specjalnie do poszukiwania rozpadów nukleonu. Technicznie detektor SOUDAN był kalorymetrem śledzącym, pozwalającym na rekonstrukcję torów cząstek naładowanych oraz pomiar energii elektronów, fotonów i hadronów. Materiałem, w którym oczekiwano rozpadu nukleonu, a zarazem absorberem kalorymetru, było żelazo. Całkowita masa detektora wynosiła 30 ton. Obserwacje rozpoczął w roku 1980.
W roku 1989 uruchomiony został detektor SOUDAN-2, większa wersja eksperymentu SOUDAN, o masie 1000 ton, z ulepszonym systemem odczytu. Eksperyment funkcjonował do roku 2001.

#### NUSEX
Detektor NUSEX umieszczony został w tunelu pod masywem Mont Blanc. Konstrukcyjnie podobny do detektora SOUDAN, używał żelaza jako materiału i miał łączną masę 150 ton.
Uruchomiony w roku 1982 funkcjonował do roku 1988.

#### IMB
Eksperyment IMB, ulokowany w kopalni soli w Fairport Harbor nad brzegiem jeziora Erie w stanie Ohio, funkcjonował w latach 1982–1989. Materiałem detektora była czysta woda. Produkty ewentualnego rozpadu wykrywane były przez fotopowielacze rejestrujące emitowane przez nie w wodzie promieniowanie Czerenkowa. Całkowita masa detektora wynosiła około 7 tysięcy ton.

#### Kamiokande
Zlokalizowany na głębokości 1000 m pod ziemią w kopalni Mozumi, w pobliżu miasta Hida w prefekturze Gifu w centralnej Japonii. Detektor działał na tej samej co IMB zasadzie detekcji promieniowania Czerenkowa emitowanego przez cząstki naładowane poruszające się w wodzie. Był nieco mniejszy od IMB (3 tysiące ton), za to zlokalizowany na większej głębokości, a więc mniej podatny na zakłócenia ze strony promieniowania kosmicznego. Eksperyment zbierał dane w latach 1983 do 1990.

#### Fréjus
Eksperyment Fréjus ulokowany był w tunelu drogowym o tej samej nazwie, położonym w Alpach Kotyjskich, łączącym Francję i Włochy. Aparat zbudowany był podobnie jak SOUDAN i NUSEX, ale był znacznie od nich większy. Materiałem było 900 ton żelaza, w formie cienkich płyt, przekładanych warstwami detektorów promieniowania. Detektor funkcjonował w latach 1984–1988.

#### Super-Kamiokande
Następca eksperymentu Kamiokande, ulokowany w tej samej kopalni i działający na tej samej zasadzie, ale znacznie większy, całkowita masa wody wynosi 50 tys. ton. Uruchomiony w roku 1996, działa do dziś (z kilkuletnią przerwą spowodowaną poważną awarią).

#### SNO
Sudbury Neutrino Observatory jest detektorem zbudowanym przede wszystkim w celu badania neutrin słonecznych. Zlokalizowany jest w kopalni Creighton w okolicach Sudbury w prowincji Ontario (Kanada), na głębokości ponad 2 km pod ziemią. Zawiera 1000 ton ciężkiej wody, obserwowanej przez 9600 fotopowielaczy. Zbieranie danych rozpoczął w roku 1999. Jego wkładem w poszukiwanie rozpadu nukleonu jest najlepsze dotychczas ograniczenie na całkowity czas życia, uwzględniające również rozpady „niewidzialne” dla innych detektorów, na przykład rozpad neutronu na trzy neutrina.

### Bieżące i planowane eksperymenty
Od 2007 roku w tunelu pod masywem Gran Sasso d’Italia we Włoszech jest zainstalowany pierwszy moduł eksperymentu ICARUS. Eksperyment używa ciekłego argonu jako materiału i jednocześnie detektora. Dzięki możliwości bardzo precyzyjnego śledzenia torów powstałych w rozpadzie cząstek naładowanych, twórcy eksperymentu obiecują sobie uzyskanie istotnych wyników, pomimo stosunkowo małej masy (600 ton). Detektor jest czuły na takie kanały rozpadu, z których wykryciem problemy miały dotychczasowe detektory. Przewidywana jest rozbudowa eksperymentu o kolejne moduły, do dziesięciokrotnie wyższej masy.
W Japonii planowana jest budowa detektora wodnego o masie miliona ton, pod roboczą nazwą Hyper-Kamiokande. Znajdzie się on w odległości kilku kilometrów od obecnej lokacji Super-Kamiokande, w sąsiedniej kopalni.

## Wyniki
Czułość eksperymentów poszukujących rozpadu protonu jest silnie zależna od kanału rozpadu, czyli rodzajów cząstek na jakie rozpadnie się proton. Z tego powodu wyniki większości eksperymentów podawane są zwykle jako tzw. cząstkowe czasy życia, równe średniemu czasowi życia podzielonemu przez współczynnik rozgałęzienia danego typu rozpadu. Jako że nie zaobserwowano, jak dotychczas, jednoznacznie zjawiska rozpadu, wyniki podawane są jako dolne granice. Należy więc je rozumieć jako „jeżeli proton się rozpada, to ze średnim czasem życia dłuższym, niż podany”.
Całkowity czas życia protonu (uwzględnia wszystkie możliwe drogi rozpadu)
{\displaystyle \tau _{p}>2{,}1\times 10^{29}\,\mathrm {lat} }
Przykładowe granice dla kilku cząstkowych czasów życia – połączone dane z różnych eksperymentów:
{\displaystyle {\begin{array}{l}p\to e^{+}\pi ^{0}\quad &\tau >8{,}2\times 10^{33}\,\mathrm {lat} \\p\to \mu ^{+}\pi ^{0}\quad &\tau >6{,}6\times 10^{33}\,\mathrm {lat} \\p\to \nu \pi ^{+}\quad &\tau >2{,}5\times 10^{31}\,\mathrm {lat} \\p\to {\bar {\nu }}K^{+}&\tau >6{,}7\times 10^{32}\,\mathrm {lat} \\p\to e^{+}e^{+}e^{-}\quad &\tau >7{,}9\times 10^{32}\,\mathrm {lat} \end{array}}}
Powyższe dane wykluczają najprostszą wersję wielkiej unifikacji, opartą na grupie SU(5).